# Адамаст
Адамаст (грец. Adamastos) — персонаж давньогрецької та римської міфології; грек з Ітаки.
Згадується в «Енеїді» Вергілія як бідний батько героя Ахеменіда.